# Sebastes

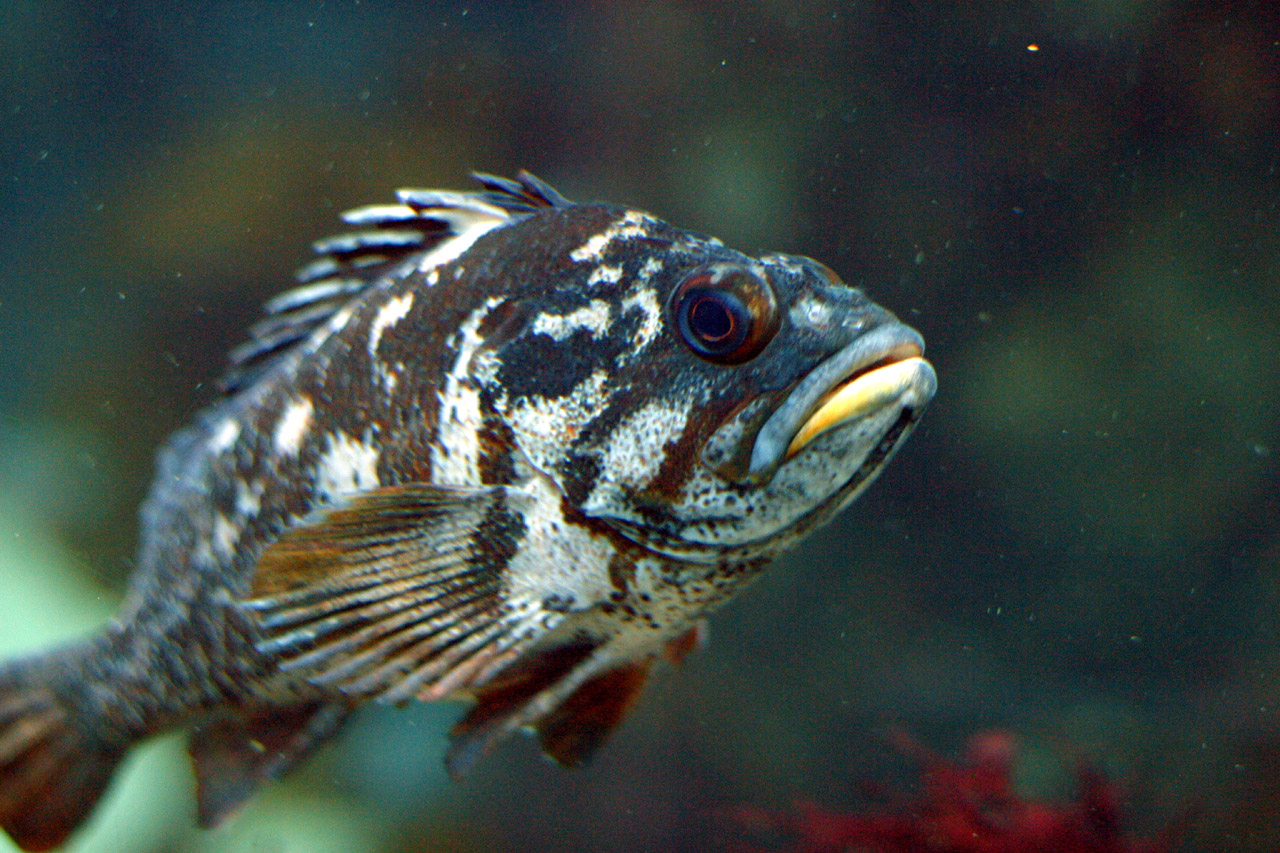
Um espécime de Sebastes carnatus no Monterey Bay Aquarium.

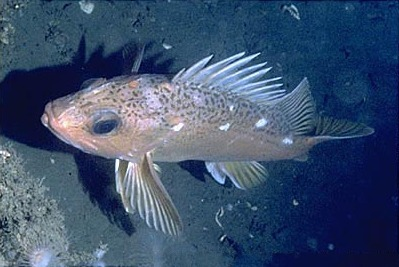
Sebastes chlorostictus no Channel Islands National Marine Sanctuary.

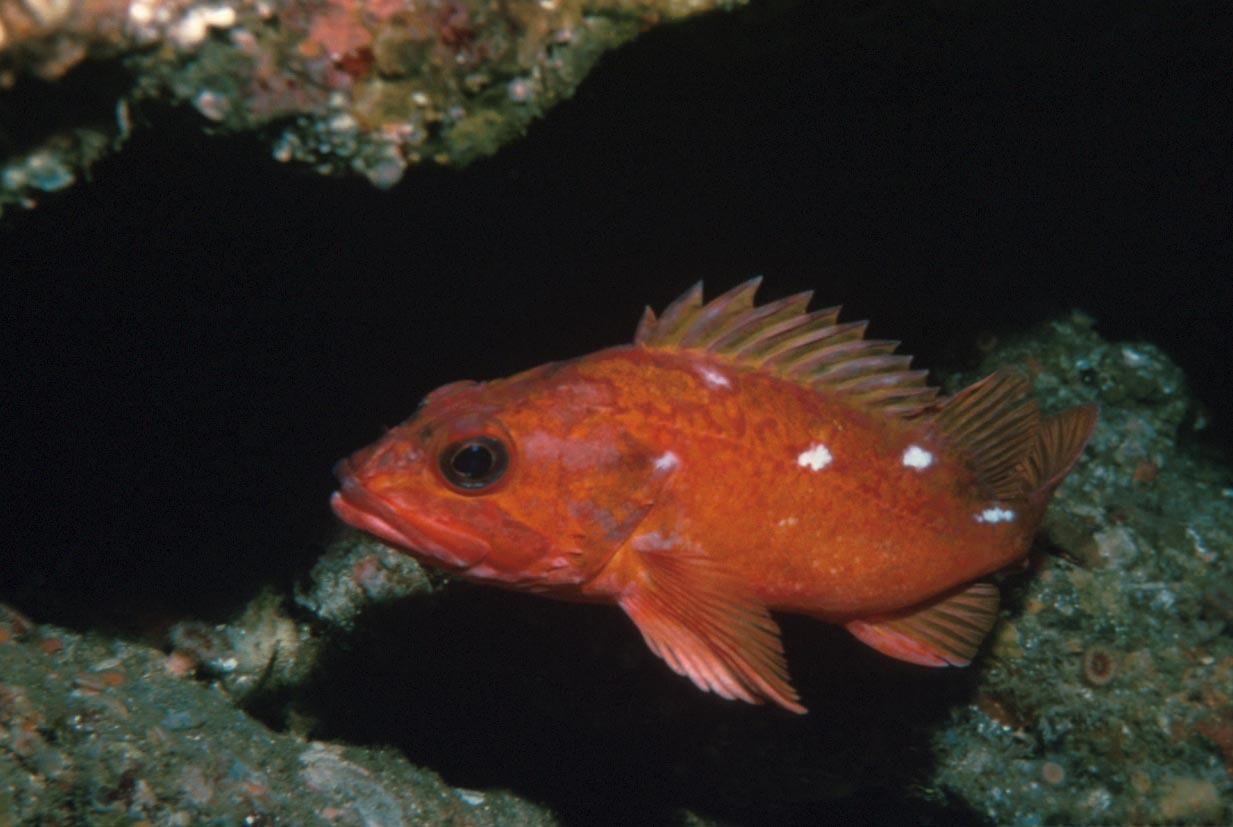
Sebastes constellatus.

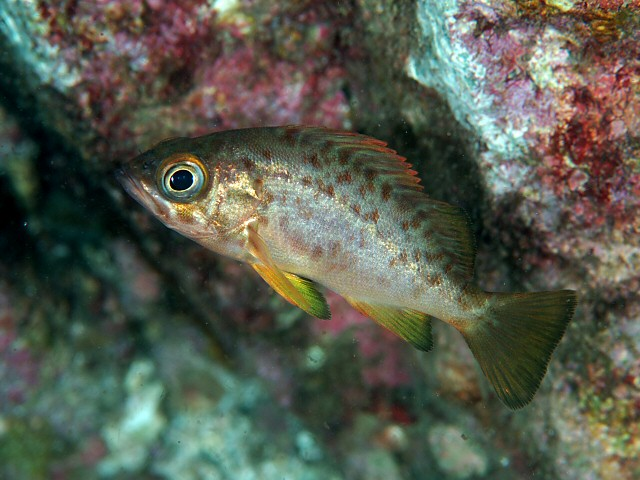
Sebastes inermis.

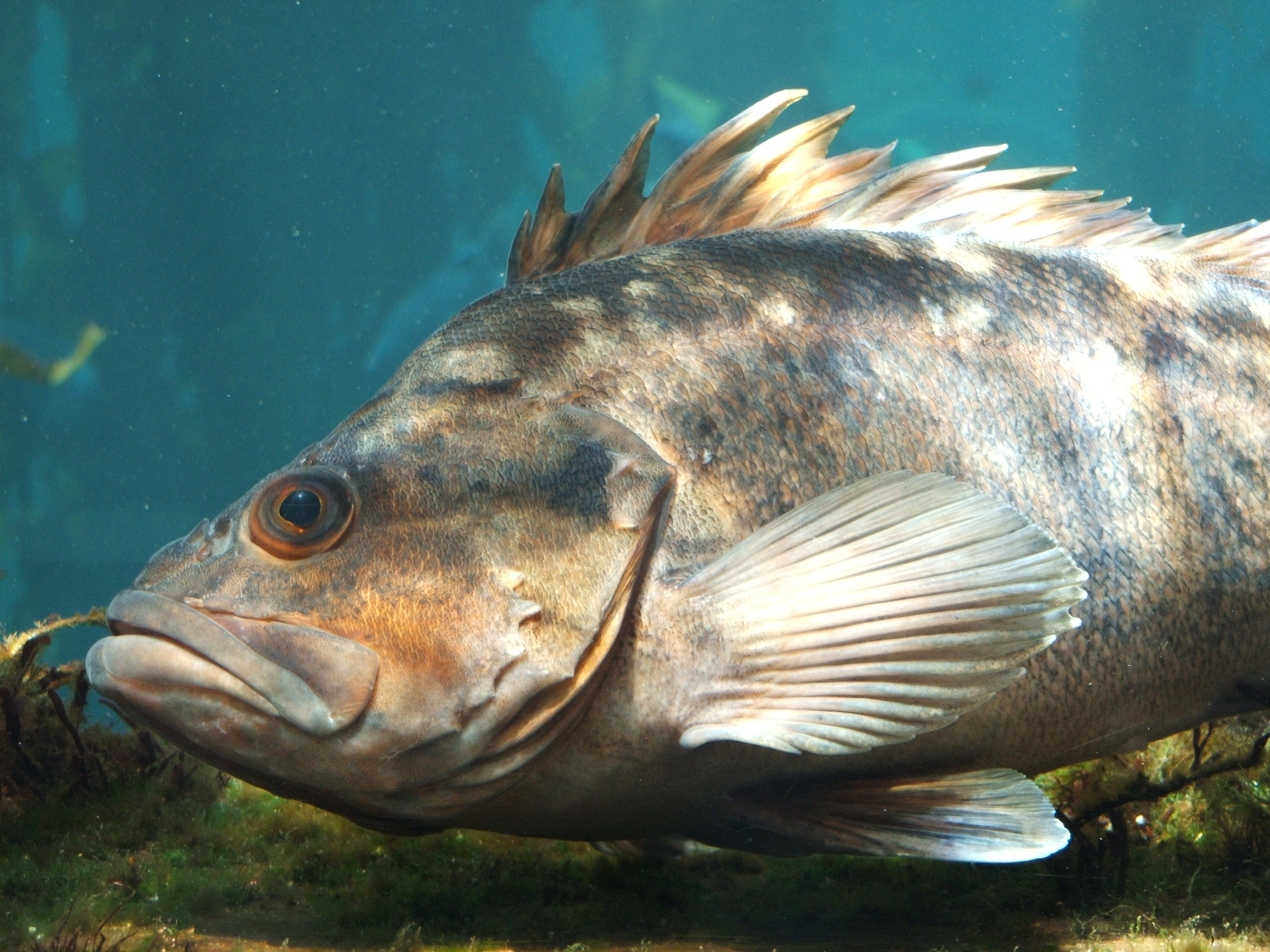
Um espécime de Sebastes no Monterey Bay Aquarium.

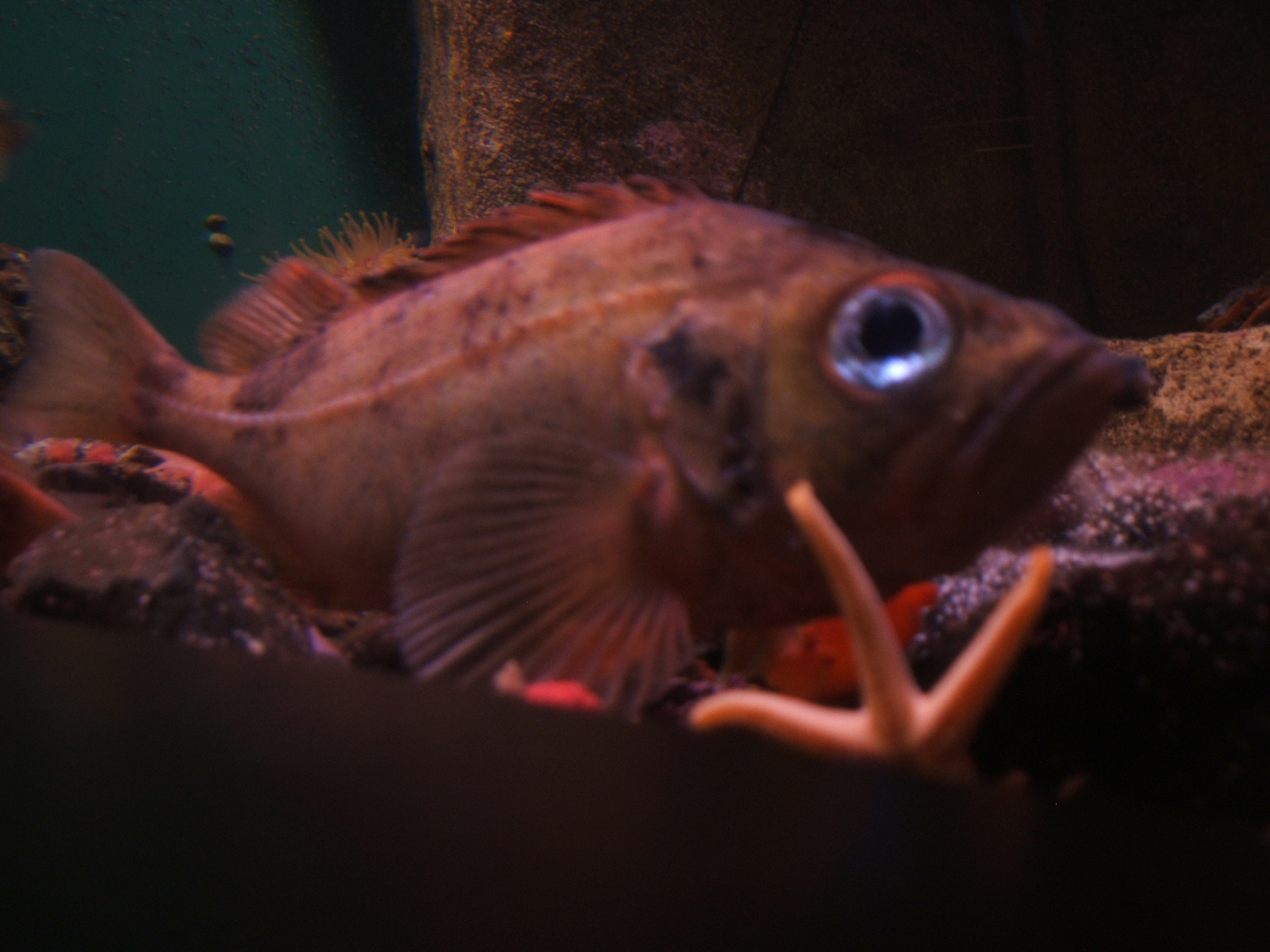
Sebastes norvegicus no New England Aquarium.

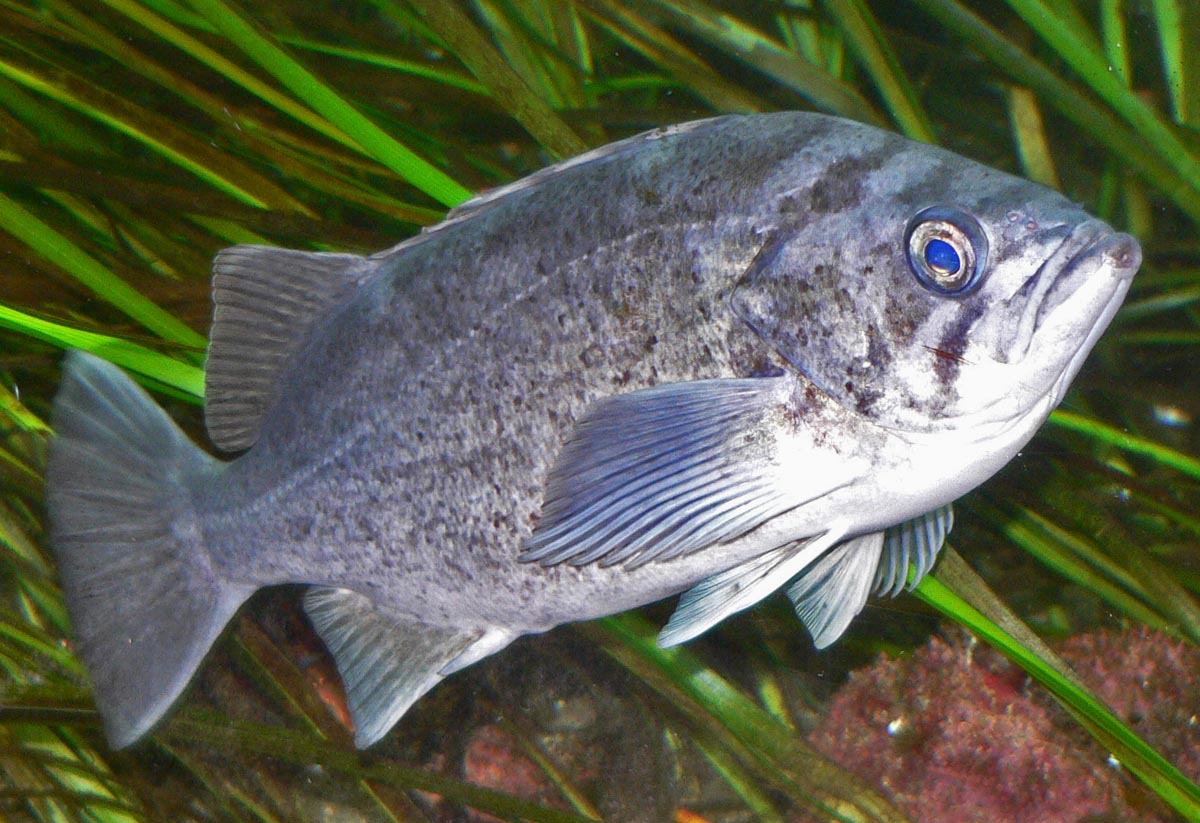
Sebastes mystinus no Vancouver Aquarium.

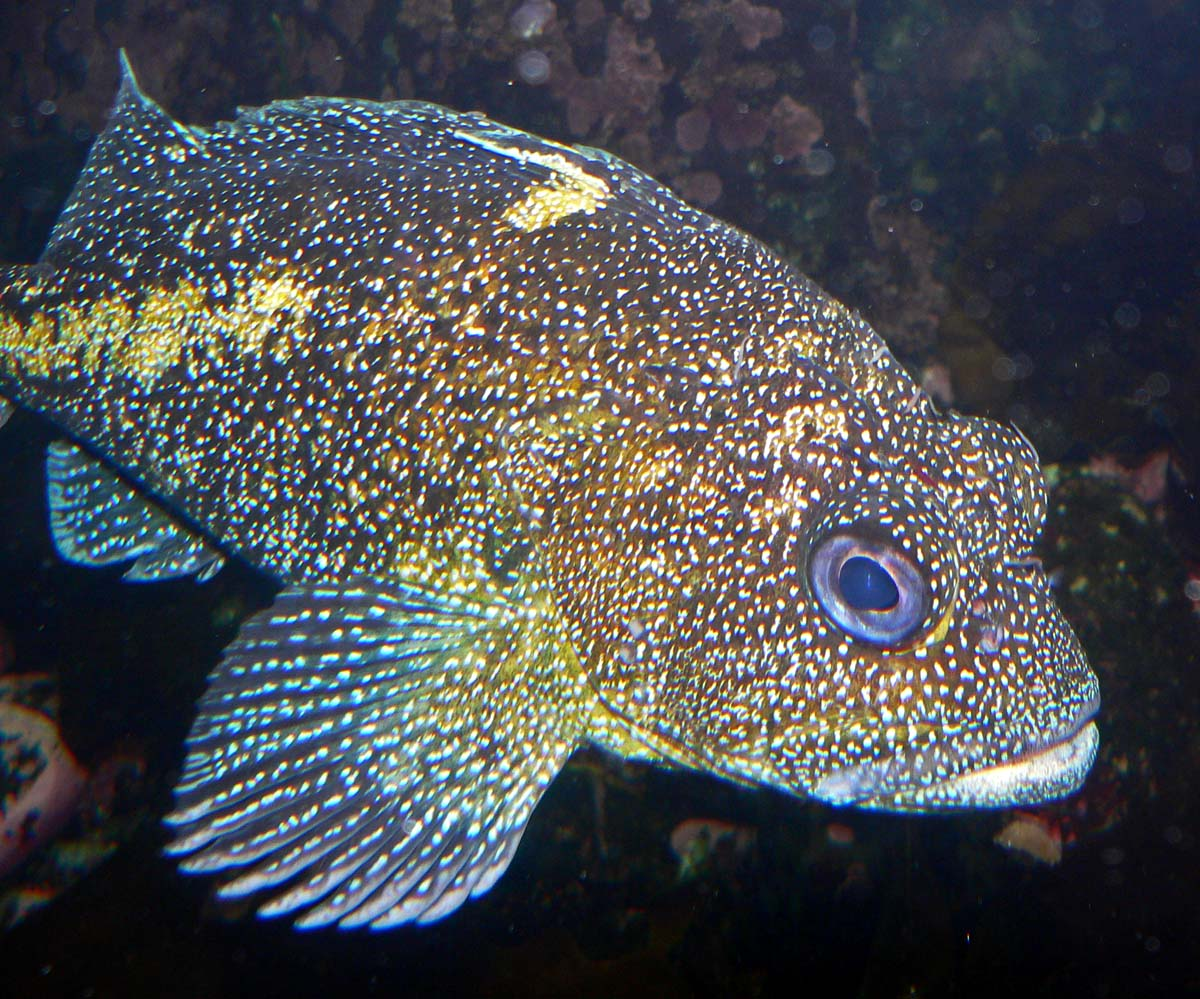
Sebastes nebulosus no Vancouver Aquarium.

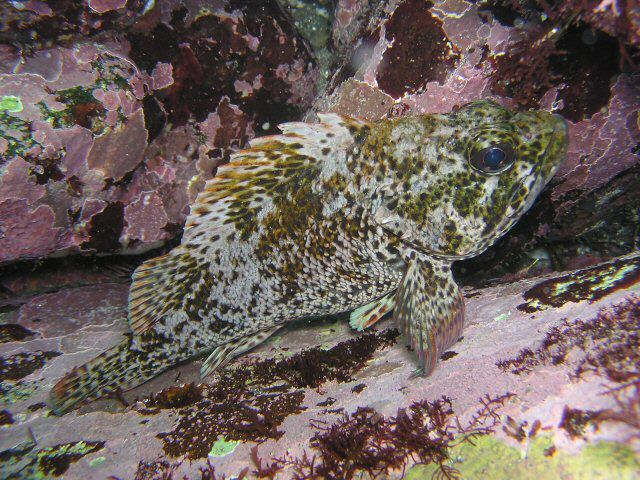
Sebastes pachycephalus.

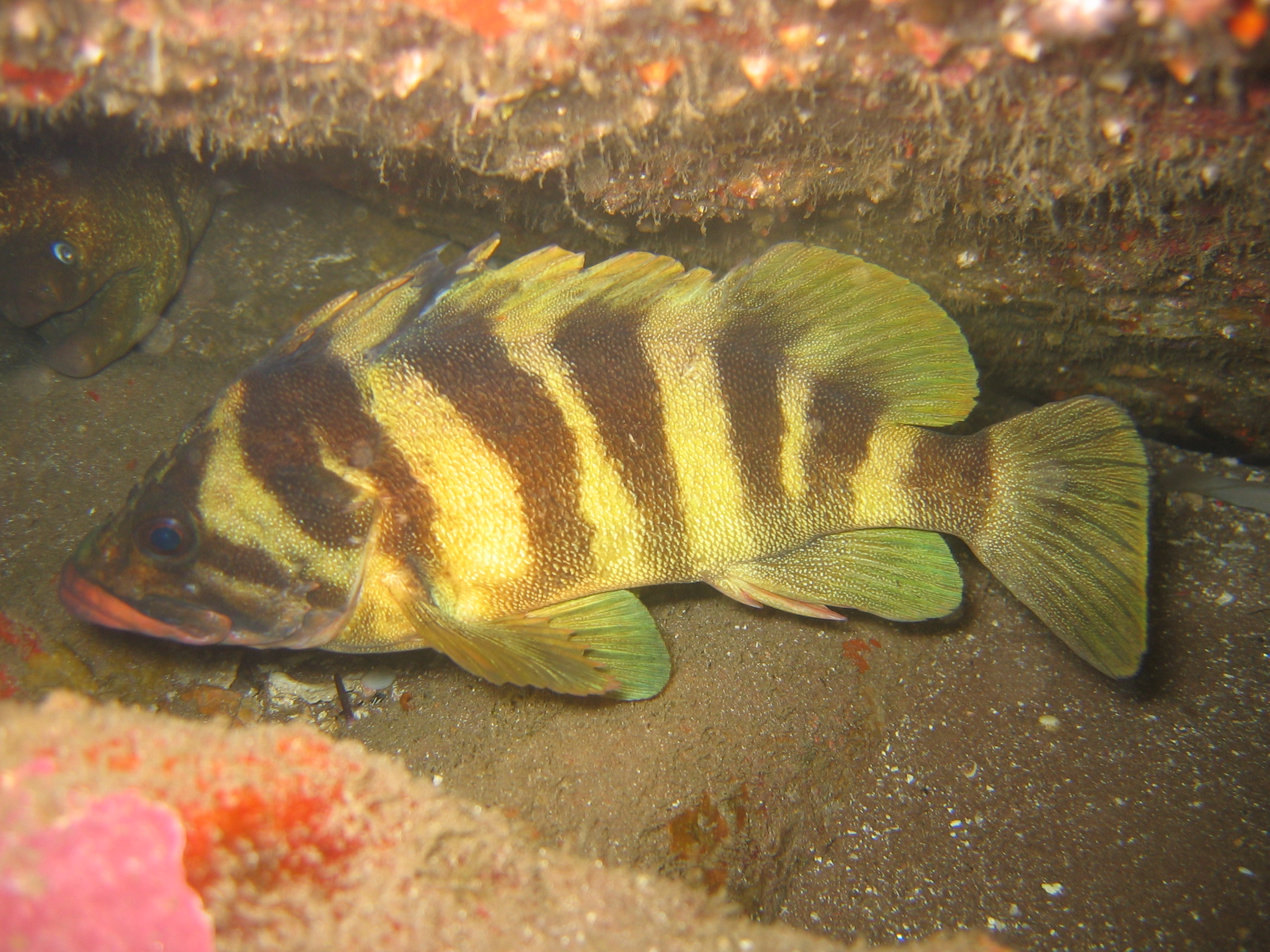
Sebastes serriceps.

Sebastes Cuvier, 1829 é um género de peixes da família Sebastidae (embora alguns taxonomistas o incluam na família Scorpaenidae) que inclui mais de uma centena de espécies conhecidas em geral pelos nomes comuns de serrão, cantarilho ou peixe-vermelho (no caso das espécies do Oceano Atlântico).

## Descrição
As espécies do género Sebastes caracterizam-se por crescerem lentamente, sendo lentas a atingir a maturidade sexual e tendo poucos descendentes por geração.

## Espécies
- Sebastes aleutianus
- Sebastes alutus
- Sebastes atrovirens
- Sebastes auriculatus
- Sebastes aurora
- Sebastes babcocki
- Sebastes baramenuke
- Sebastes borealis
- Sebastes brevispinis
- Sebastes capensis
- Sebastes carnatus
- Sebastes caurinus
- Sebastes chlorostictus
- Sebastes chrysomelas
- Sebastes ciliatus
- Sebastes constellatus
- Sebastes cortezi
- Sebastes crameri
- Sebastes dallii
- Sebastes diploproa
- Sebastes elongatus
- Sebastes emphaeus
- Sebastes ensifer
- Sebastes entomelas
- Sebastes eos
- Sebastes exsul
- Sebastes fasciatus
- Sebastes flammeus
- Sebastes flavidus
- Sebastes gilli
- Sebastes glaucus
- Sebastes goodei
- Sebastes helvomaculatus
- Sebastes hopkinsi
- Sebastes hubbsi
- Sebastes ijimae
- Sebastes inermis
- Sebastes iracundus
- Sebastes itinus
- Sebastes jordani
- Sebastes joyneri
- Sebastes kawaradae
- Sebastes koreanus
- Sebastes lentiginosus
- Sebastes levis
- Sebastes longispinis
- Sebastes macdonaldi
- Sebastes maliger
- Sebastes matsubarae
- Sebastes melanops
- Sebastes melanosema
- Sebastes melanostomus
- Sebastes mentella
- Sebastes miniatus
- Sebastes minor
- Sebastes moseri
- Sebastes mystinus
- Sebastes nebulosus
- Sebastes nigrocinctus
- Sebastes nivosus
- Sebastes norvegicus
- Sebastes notius
- Sebastes oblongus
- Sebastes oculatus
- Sebastes ovalis
- Sebastes owstoni
- Sebastes pachycephalus
- Sebastes paucispinus
- Sebastes paucispinis
- Sebastes peduncularis
- Sebastes phillipsi
- Sebastes pinniger
- Sebastes polyspinis
- Sebastes proriger
- Sebastes rastrelliger
- Sebastes reedi
- Sebastes rosaceus
- Sebastes rosenblatti
- Sebastes ruberrimus
- Sebastes rubrivinctus
- Sebastes rufinanus
- Sebastes rufus
- Sebastes saxicola
- Sebastes schlegeli
- Sebastes scythropus
- Sebastes semicinctus
- Sebastes serranoides
- Sebastes serriceps
- Sebastes simulator
- Sebastes sinensis
- Sebastes spinorbis
- Sebastes steindachneri
- Sebastes swifti
- Sebastes taczanowskii
- Sebastes thompsoni
- Sebastes trivittatus
- Sebastes umbrosus
- Sebastes variegatus
- Sebastes varispinis
- Sebastes ventricosus
- Sebastes viviparus
- Sebastes vulpes
- Sebastes wakiyai
- Sebastes wilsoni
- Sebastes zacentrus
- Sebastes zonatus